# بابلو فرانكو هرنانديز
بابلو فرانكو هرنانديز (بالإسبانية: Pablo Franco Hernández)‏ هو محامي وسياسي مكسيكي، ولد في 28 أبريل 1963 في مدينة مكسيكو في المكسيك. نشط حزبياً في حزب الثورة الديمقراطية. وقد انتخب عضو مجلس النواب المكسيك.